# Sân bay Tân Châu Tuân Nghĩa
Sân bay Tân Châu Tuân Nghĩa (IATA: ZYI, ICAO: ZUZY) là một sân bay lưỡng dụng quân sự dân dụng phục vụ Tuân Nghĩa, tỉnh Quý Châu, Trung Quốc. Sân bay nằm ở thị trấn Tân Châu ở Khu mới Xinpu. Căn cứ không quân được xây năm 1966 và hoàn thành năm 1970.

## Các hãng hàng không và tuyến bay
| Hãng hàng không          | Các điểm đến                                                                      |
| ------------------------ | --------------------------------------------------------------------------------- |
| Air China                | Bắc Kinh-Thủ đô                                                                   |
| Chengdu Airlines         | Thành Đô, Ôn Châu, Chu Hải                                                        |
| China Eastern Airlines   | Hàng Châu, Nanchang, Nam Kinh, Shanghai-Pudong, Vũ Hán                            |
| China Southern Airlines  | Bắc Kinh-Thủ đô, Quảng Châu, Sân bay quốc tế Bảo An Thâm Quyến                    |
| Spring Airlines          | Côn Minh, Thượng Hải-Hồng Kiều                                                    |
| Tianjin Airlines         | Trường Sa, Đại Liên, Haikou, Nam Ninh, Tam Á, Tianjin, Tây An, Hạ Môn, Trịnh Châu |
| Vietnam Airlines         | Đà Nẵng- Việt Nam                                                                 |
| Jetstar Pacific Airlines | Nha Trang                                                                         |